# بیاریتز
بیاریتز شهری در جنوب غربی ایالت آکیتن فرانسه است. این شهر مرزی به خطوط راه‌آهن فرانسه متصل است و فاصله‌اش تا دریا بسیار کم است.